# Kulutan
Kulutan is een bestuurslaag in het regentschap Rembang van de provincie Midden-Java, Indonesië. Kulutan telt 524 inwoners (volkstelling 2010).